# TrES-3b

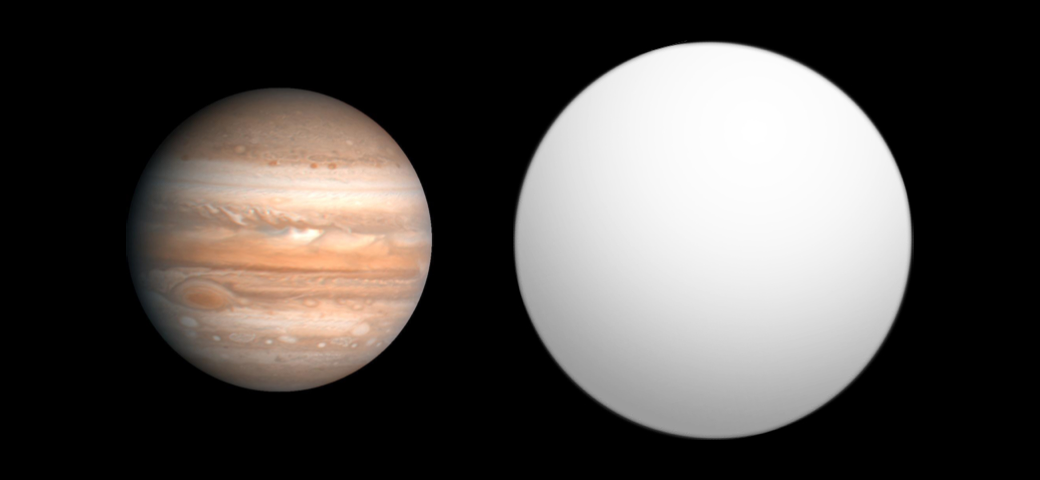
Comparação de tamanho de TrES-3b com Júpiter.

TrES-3b é um planeta extrassolar que orbita a estrela GSC 03089-00929. Tem um período orbital de apenas 31 horas e está passando por uma deterioração orbital devido aos efeitos de maré. Tem aproximadamente o dobro da massa de Júpiter.